# Макаровка (Молдова)
Макаровка (рум. Măcăreuca, Мэкэреука) — село в Дрокиевском районе Молдавии. Наряду с селом Котова входит в состав коммуны Котова.

## География
Село расположено на высоте 149 метров над уровнем моря.

## Население
По данным переписи населения 2004 года, в селе Мэкэреука проживает 553 человека (266 мужчин, 287 женщин).
Этнический состав села:
| Национальность | Число жителей | Процентный состав |
| -------------- | ------------- | ----------------- |
| молдаване      | 536           | 96.93             |
| румыны         | 7             | 1.27              |
| украинцы       | 5             | 0.9               |
| русские        | 4             | 0.72              |
| прочие         | 1             | 0.18              |
| Всего          | 553           | 100%              |